# Tages (band)
Tages, soms ook uitgebreid tot The Tages, was een Zweedse rockband van 1964 tot 1968. Het is de eerste Zweedse band die wist mee te dingen voor de hoogste posities van de Zweedse hitparades. Ze traden ook buiten Zweden op.
De naam van de band werd afgeleid van de tweede voornaam van bandlid Dan Tage Larsson. De band begon aftastend nummers te spelen uit de merseybeat en ontwikkelde met de tijd een sterkere sound, waaruit invloeden te herkennen waren van The Who en The Kinks. Ze volgden de muziekontwikkelingen op Britse bodem op de voet en werden geïnspireerd door opkomende stijlen als barokpop, hardrock, witte soul en psychedelische rock. De band schreef een redelijk deel van de nummers zelf.
Tages stond meer dan twaalf keer in de Zweedse top 10 en was ook populair in de andere Scandinavische landen, inclusief hysterische tienerfans tijdens de concerten. In 1968 traden ze op in verschillende Britse shows en brachten ze er ook platen uit in een poging om ook op de Engelse markt door te breken. Dit is ze echter niet gelukt en na bij elkaar 17 singles ging de band uit elkaar. Het oudste lid was toen nog maar eenentwintig jaar oud. Dit was in 1968 en in het volgende voorjaar ging de band zonder Tommy Blom verder onder de naam Blond. Die band gaf nog een elpee uit in de VS en stoptte ermee in 1970.